# Operación ¡bomba!
Operación ¡bomba! es una historieta del autor español Francisco Ibáñez publicada en 1972, perteneciente a su serie Mortadelo y Filemón. 

## Sinopsis
Mortadelo y Filemón deberán encontrar y destruir varias bombas que Raf el espiazador está colocando en diversos puntos de la ciudad. Esas bombas están camufladas y la única forma de localizarlas es mediante un zumbido que hacen antes de explotar.